# Festa de la varicel·la
Es denomina festa de la varicel·la a una activitat social en la qual diversos nens són deliberadament exposats a una malaltia infecciosa, com la varicel·la, suposadament per millorar el seu sistema immunitari. Aquestes festes solen ser organitzades per moviments antivacunes sota la premissa de millorar el sistema immunitari dels seus fills contra malalties com la varicel·la, el xarampió (el qual és més perillós en adults que en menors) o la grip. Aquestes pràctiques són molt controvertides i estan desaconsellades per les autoritats sanitàries en favor de la vacunació. Als Estats Units, si l'exposició als patògens involucra al Servei Postal dels Estats Units per intercanviar objectes contaminats, la pràctica és il·legal.

## Efectivitat i risc
Els pares que exposen els seus fills als virus amb aquests mètodes poden creure que aquest mètode és segur i més efectiu que ser vacunats. Però experts en pediatria han advertit sobre els riscos de les festes de la varicel·la, esmentant els perills que sorgeixen de possibles complicacions, com per ara encefalitis, pneumònia o escarlatina. Encara que les complicacions no són freqüents, poden causar dany cerebral i fins i tot la mort.
Abans de l'existència de la vacuna de la varicel·la, als Estats Units es produïen entre 100 i 150 morts de menors a l'any a causa de la malaltia.